# Pagny-sur-Moselle
Pagny-sur-Moselle è un comune francese di 4 134 abitanti situato nel dipartimento della Meurthe e Mosella nella regione del Grand Est.

## Società

### Evoluzione demografica
Abitanti censiti